# Utetes magnus
Utetes magnus är en stekelart som först beskrevs av Fischer 1958.  Utetes magnus ingår i släktet Utetes och familjen bracksteklar. Inga underarter finns listade i Catalogue of Life.